# Лісовичі (Вишгородський район)
Лісови́чі — село в Україні, у Вишгородського району Київської області. Населення становить 287 осіб. Входить до складу Димерської селищної громади.
| Україна | Це незавершена стаття з географії України. Ви можете допомогти проєкту, виправивши або дописавши її. |